# بری فولر
بری فولر (انگلیسی: Barry Fuller؛ زادهٔ ۲۵ سپتامبر ۱۹۸۴) بازیکن فوتبال اهل بریتانیا است.
از باشگاه‌هایی که در آن بازی کرده‌است می‌توان به باشگاه فوتبال چارلتون اتلتیک، باشگاه فوتبال ای‌اف‌سی ویمبلدون، باشگاه فوتبال گیلینگام، باشگاه فوتبال استیونج، و باشگاه فوتبال بارنت اشاره کرد.
وی همچنین در تیم ملی C فوتبال انگلیس بازی کرده‌است.